# Homotyphus
Homotyphus là một chi bọ cánh cứng trong họ Chrysomelidae.
Chi này được miêu tả khoa học năm 1860 bởi Clark.

## Các loài
Chi này gồm các loài:
- Homotyphus choroniensis Bechyne, 1997